# 披集
披集是泰國北方的城鎮(thesaban mueang)，披集府的首府。範圍包括整個披集市行政區的內城區，面積12.017平方公里。2005年人口數為23,791。 
16°26′35″N 100°20′48″E / 16.44306°N 100.34667°E